# Josef Lowag
Josef Lowag (20. září 1849 Mnichov (Vrbno pod Pradědem) – 14. března 1911 Vrbno pod Pradědem) byl regionální spisovatel z oblasti Jeseníků píšící německy v sudetském slezském nářečí, přírodovědec, geograf a odborník na hutnictví a hornictví.

## Život
Josef Lowag se narodil roku 1849 v obci Mnichov (německy Einsiedel), která je od roku 1960 součástí Vrbna pod Pradědem. Jeho otec, Josef Lowag, byl zbrojířem a drátařem. Se svojí manželkou Rosalií následně prodali dům, aby se usadili v nedaleké osadě Wolfseifen (ve volném překladu Vlčí rýžoviště), bývalé kolonii obce Železná (německy Buchbergsthal), která je taktéž od roku 1960 součástí Vrbna pod Pradědem, tehdy však patřila pod Mnichov. V Železné navštěvoval Josef Lowag základní školu a ve třinácti letech se začal učit v místní železárně. Díky své přirozené inteligenci se záhy vypracoval na uznávaného odborníka v oboru hornictví a hutnictví a za svůj život uveřejnil v odborných časopisech mnoho článků týkajících se nerostů a obecně geologie.
Manželství s Albertinou Hatscherovou, jíž pojal za manželku v roce 1876, však postihla řada tragédií. Jako dítě jim zemřela dcera, jejich starší syn, malíř a sochař, zemřel ve věku sedmadvaceti let na střevní infekci. Na tyfus záhy onemocněl i Josef Lowag. Zatímco on sám se uzdravil, jeho devatenáctiletá dcera Selma, jež se o něj v průběhu nemoci trpělivě starala, se touto nemocí sama nakazila a zemřela. Josef Lowag se z tohoto nešťastného osudu nikdy zcela nevzpamatoval.[zdroj?]

## Literární činnost

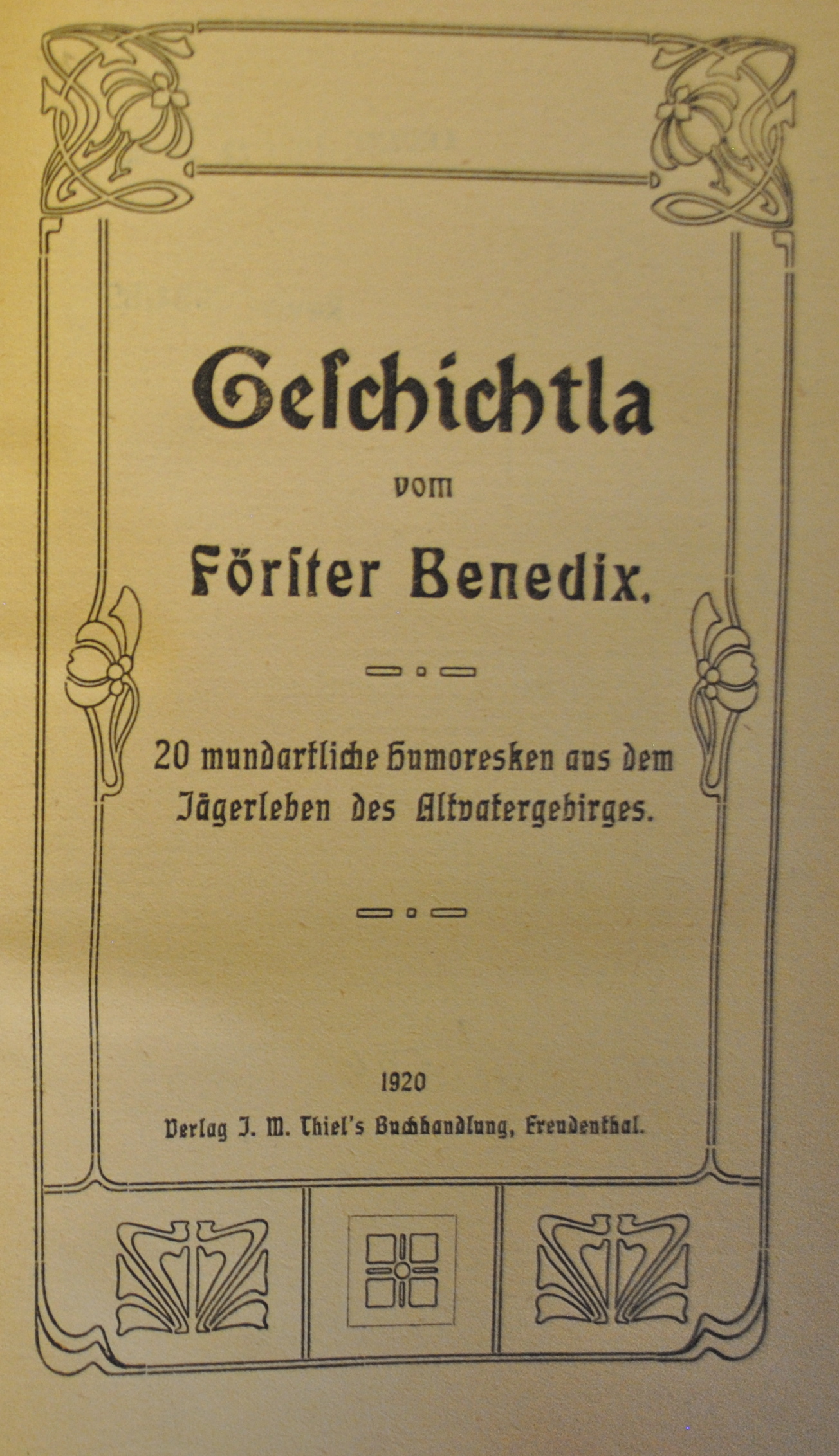
Vydání Lowagových Příběhů fořta Benedixe (v originále Geschichtla vom Förster Benedix) z roku 1920

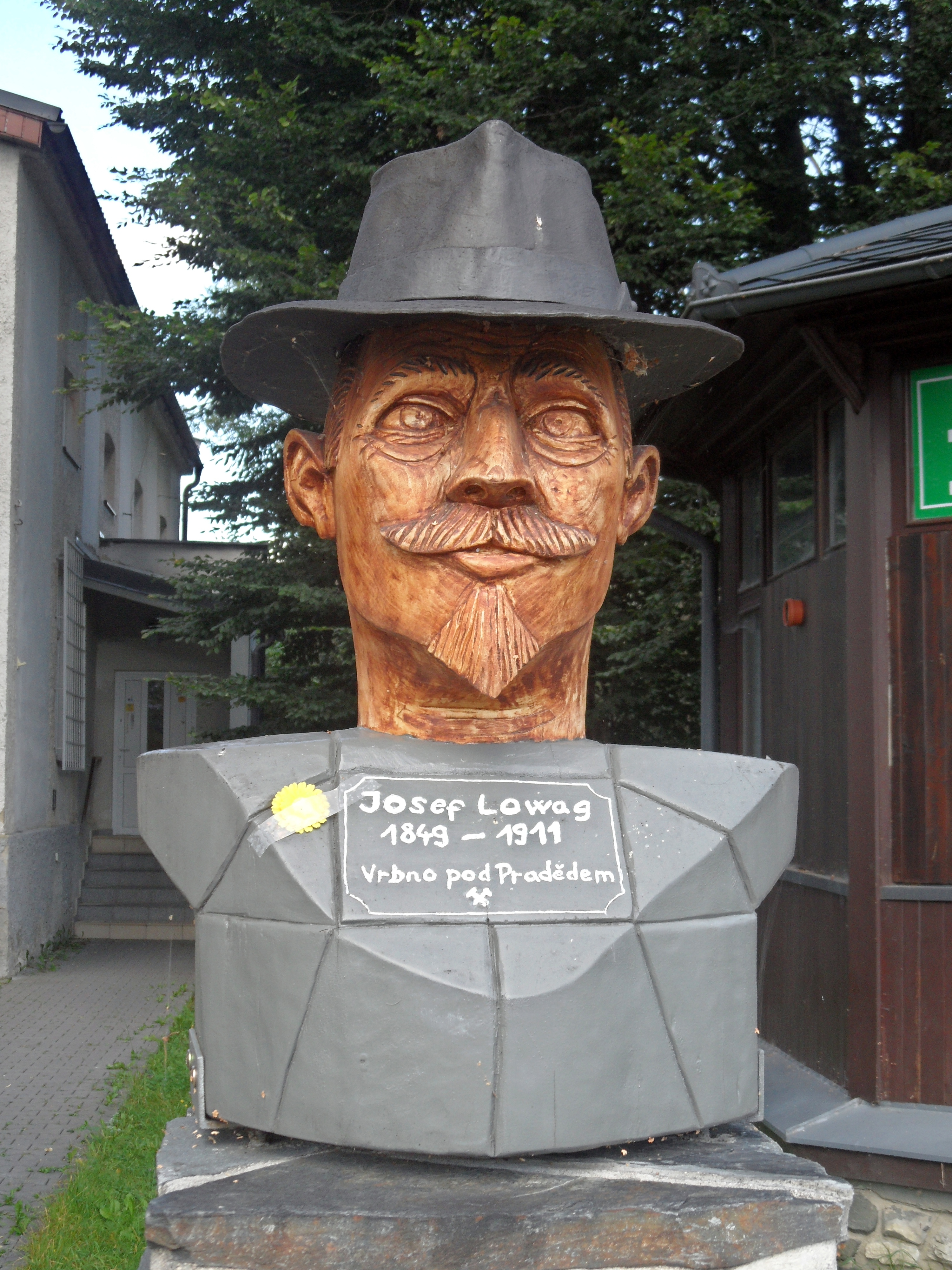
Detail památníku Josefa Lowaga

Nejrozsáhlejší část spisovatelského díla Josefa Lowaga tvoří pověsti, báje a příběhy, které sesbíral v různých částech Vrbenska, Bruntálska či Zlatohorska a které za účelem větší čtivosti hojně doplňoval svojí vlastní fantazií. Ve svých poutavých knihách popisuje – často velmi sugestivním způsobem svědčícím o jeho silném vztahu k domovu – tajuplnou atmosféru Jeseníků a části Zlatohorské vrchoviny. 
Oblastí, jež jsou v Lowagových dílech (a v představách původních obyvatel) doslova přeplněny nejrůznějšími skřítky, kobolty, gnómy a říčními vílami, nad nimiž pevnou rukou vládne mocný, ale spravedlivý duch hor Praděd. Právě po tomto bájném ochránci, strážci a symbolu Jeseníků, u původních německých obyvatel známém jako Altvater, je pojmenovaná i nejvyšší hora Moravy a Slezska. Do světa těchto nadpřirozených bytostí Lowag vkládá příběhy obyčejných lidí, nejčastěji místních horníků či uhlířů, ale také loupeživých rytířů, provádějících své zločinné výpravy z mnoha hradních pevností, po nichž dnes v drtivé většině zbyly jen trosky (Koberštejn, Wildenstein, Edelštejn a mnoho dalších). Těmto kriminálním živlům se však vždy dostane spravedlivé odplaty – ať už mocí světskou či rukou nadpřirozených sil (Praděda, gnómů či legendárního Gilla, prokletého pastýře rejvízských rašelinišť).[zdroj?]
Lowagova literární činnost však není tvořena pouze pověstmi tohoto typu. Mimo jiné tvořil také básně a oblíbenými se v jeho kraji staly humorné příběhy fořta Benedixe (Geschichtla vom Förster Benedix, 1910), které vtipnou formou a ve specifickém sudetském nářečí líčí život myslivců v Jeseníkách.[zdroj?]
Dílo Josefa Lowaga bylo v průběhu 20. století oceněno mnoha literárními historiky jako klíčový pramen k poznání lidové slovesnosti a kultury původního sudetského obyvatelstva) Jeseníků. Pověsti a báje, které Lowag sebral a literárně zpracoval, pomohly mnoha autorům, kteří se po II. světové válce, tedy po vyhnání německého obyvatelstva, rozhodli tyto pověsti zpracovat (Lowagovo dědictví bylo často jediným zdrojem). Jeho tvorbou se inspiroval kupř. ostravský publicista Oldřich Šuleř při sestavování knihy Modrá štola a jiné pověsti z hor na severu (Albatros, Praha 1985).[zdroj?]

## Lowagova díla včeštině
Do češtiny byla část z díla Josefa Lowaga přeložena teprve nedávno. V roce 2010 vyšel v nakladatelství VEDUTA, v překladu Helgy Šedkové, titul Slezské lidové a hornické pověsti z Jeseníků. Jedná se o překlad jeho původní sbírky s názvem Schlesische Volks – und Bergmannssagen, vydané poprvé v roce 1903. V roce 2013 pak vyšla druhá kniha Lowagových pověstí s názvem Pradědovy pověsti (v originále Altvatersagen, 1890), přeložená rovněž Helgou Šedkovou, bruntálskou pedagožkou německého původu, která je v současné době v důchodu. Oba tituly jsou doplněné ilustracemi Karolíny Dohnalové, autorčiny vnučky.[zdroj?]